# Herman I de Suàbia
Herman I († 10 desembre de 949) fou el primer duc de Suàbia de la branca dels conradians el 926. Era el fill de Gebhard de Lotaríngia i cosí del rei Conrad I d'Alemanya.
Quan el duc Burcard II de Suàbia va morir a Novara, estava fent campanya a Itàlia. El rei Enric I d'Alemanya va donar el ducat a Herman. El rei va fer clarament comprendre en el moment d'una de les seves investidures a la Dieta Imperial de Worms que malgrat una descendència noble, Herman tenia el dret d'administrar el ducat. Herman es va casar amb Regelinda, la vídua de Burcard II de Suàbia.
Durant el seu regnat Herman va haver de fer front a una rebel·lió dels seus propis vassalls però fou forçat moltes vegades a fer concessions a Suïssa. Sankt Gallen va parar de protegir el rei i el duc va perdre la utilització de les seves terres i impostos. Gràcies al control de les carreteres alpines del Regne de Provença i d'Itàlia, Herman va servir escrupolosament els interessos dels otonians en aquests regnes. A Worms el 950, després de la mort d'Herman, Otó I va designar el seu fill, Liudolf de Suàbia que es va casar el 947 o 948 amb la filla d'Hermann, Ida († 17 maig de 986).
Els altres títols d'Herman eren: a partir de 939 comte al Lahngau, a partir de 948 comte a l'Auelgau i a partir de 947 abat d'Echternach. Va fundar l'església de Saint-Florin a Coblence i va ser enterrat a l'Illa de Reichenau.
| 909 | 909       | 911       | 911 | 915 | 915       | 917       | 917        | 926        | 926      | 950      | 950    | 954    | 954         | 973         | 973   | 982   | 982      | 997      | 997 |
|     | Burcard I | Burcard I | —   | —   | Erchanger | Erchanger | Burcard II | Burcard II | Herman I | Herman I | Ludolf | Ludolf | Burcard III | Burcard III | Otó I | Otó I | Conrad I | Conrad I |     |

| 997 | 997       | 1003      | 1003       | 1012       | 1012     | 1015     | 1015      | 1030      | 1030      | 1038      | 1038      | 1045      | 1045   | 1048   | 1048    | 1057    | 1057   | 1079   | 1079 |
|     | Herman II | Herman II | Herman III | Herman III | Ernest I | Ernest I | Ernest II | Ernest II | Herman IV | Herman IV | Enric III | Enric III | Otó II | Otó II | Otó III | Otó III | Rodolf | Rodolf |      |

| 1079 | 1079       | 1105       | 1105        | 1147        | 1147         | 1152         | 1152        | 1167        | 1167       | 1170       | 1170 |
|      | Frederic I | Frederic I | Frederic II | Frederic II | Frederic III | Frederic III | Frederic IV | Frederic IV | Frederic V | Frederic V |      |

| 1170 | 1170        | 1191        | 1191      | 1196      | 1196    | 1208    | 1208   | 1212   | 1212         | 1216         | 1216     | 1235     | 1235      | 1254      | 1254     | 1268     | 1268 |
|      | Frederic VI | Frederic VI | Conrad II | Conrad II | Felip I | Felip I | Otó IV | Otó IV | Frederic VII | Frederic VII | Enric II | Enric II | Conrad IV | Conrad IV | Conrad V | Conrad V |      |

| #90cfcf Bucàrdides (blau fosc) — | #afffff Otonians (blau clar) — | #90ee90 Conradians (verd clar) — | #bfcf90 Babenberg (verd fosc) — | #ffff90 Hohenstaufen (groc) |